# 王喬棟
王喬棟（？—1645年），字弱侯，保定府雄縣人，明朝、南明政治人物。

## 生平
王喬棟是天啓五年（1625年）的進士，獲授朝邑知縣。縣民王之寀遭奄黨憎惡，用贓物誣陷王之寀入獄，要求嚴懲；王喬棟不忍心，就將贓物封印在倉庫。巡撫打算彈劾他，人們都包圍府署呼號，於是停止彈劾。崇禎末年，他遷任湖廣參政，其時當地混地亂，官員多不到任，王喬棟需兼任幾個職務。弘光元年（1645年）六月，李自成棄陝西入湖廣，攻破武昌，他當時駐守興國，城破後在城樓自縊而死。

## 引用
1. 1 2  錢海岳《南明史·卷三十六·列傳第十二》：王喬棟，字弱侯，雄縣人。天啟五年進士。授朝邑知縣。邑人王之寀為奄黨所惡，坐以贓，下喬棟嚴懲。喬棟不忍，封印於庫去。巡撫將劾之，士民擁署呼號，乃止。
2. ↑  錢海岳《南明史·卷三十六·列傳第十二》：崇禎末，累遷湖廣參政。時楚地大亂，監司多不至，喬棟兼綰數篆。弘光元年六月，李自成棄秦入楚，破武昌。喬棟時駐興國。城破，自經城樓死。

## 延伸阅读
[在维基数据编辑]
 《明史卷二百九十五》，出自《明史》